# نگهدارنده حرفه‌ای

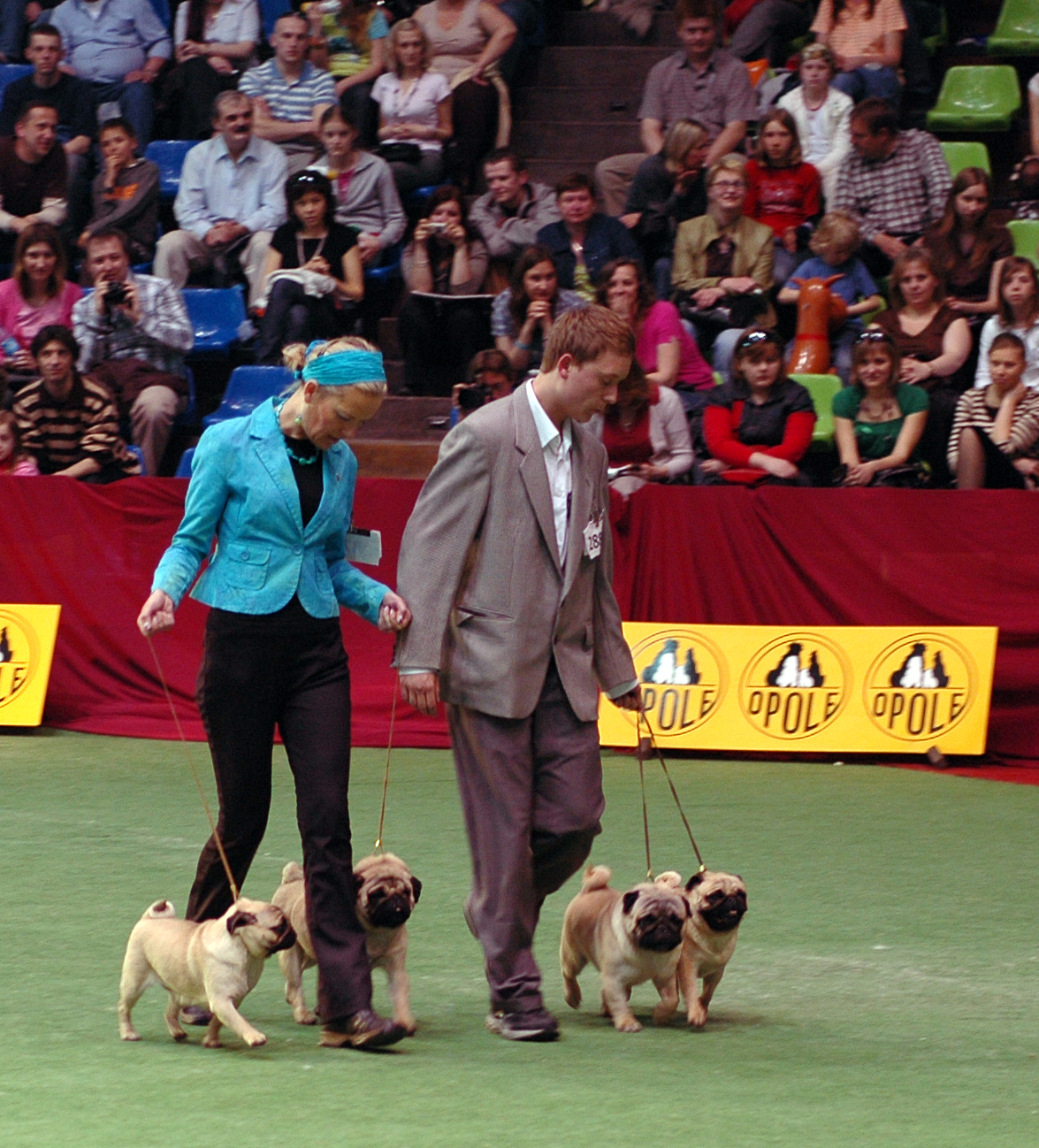
پاگ راه رفتن

یک نگهدارنده حرفه‌ای (به انگلیسی: Professional handler) که گاهی به آن نگهدارنده سگ حرفه‌ای نیز گفته می‌شود، کسی است که سگ‌ها را در ازای پرداخت هزینه در نمایش‌های ترکیبی آموزش می‌دهد، شرایط می‌دهد و نشان می‌دهد. نگهدارنده‌ها توسط صاحبان یا پرورش‌دهندگان سگ استخدام می‌شوند تا قهرمانی خود را به پایان برسانند، یا در صورت پایان، در کلاس بهترین نژاد به عنوان یک نژاد «ویژه» نشان داده شوند.